# Arcașii lui Ștefan
Arcașii lui Ștefan (pe numele complet Organizația Națională din Basarabia (ONB) "Arcașii lui Ștefan") a fost o organizație antisovietică din Basarabia, județul Soroca, înființată în 1945 de către pedagogii Vasile Bătrânac, Victor Solovei, Nicolae Prăjină, Teodosie Guzun, Anton Romașcan și studentul Școlii Pedagogice din Soroca, Nichita Brumă. Se știe că, inițial, membrii organizației se adunau pentru a pune la cale evadarea peste Prut. Abia mai târziu organizația s-a transformat într-o grupare de propagandiști antisovietici, care avea o structură bine definită, un statut, un fond bănesc și un Imn (Trăiască România Mare  ). Se consideră că "Arcașii lui Ștefan" a fost prima organizație de acest tip din Basarabia, iar la data depistării ei de către autorități, în 1947, formațiunea număra 140 de membri. 

## Înființarea
În procesul-verbal de constituire a organizației, semnat de Vasile Plopeanu (numele conspirativ al lui Vasile Bătrânac) și Pimen Oțeleanu (Damașcan), la data de 1 august 1946, sunt formulate obiectivele formațiunii, sunt invocate acțiunile de distrugere în masă ale stalinișitlor și se spune că, dat fiind că "moralul populației este foarte scăzut și bolșevicii din toate părțile caută să distrugă sâmburele românesc din Basarabia", se întemeiază  o organizație "cu scop național", care să "ridice moralul populației prin diferite atacuri împotriva bolșevicilor". Printre membrii cei mai activi se numărau, pe lângă fondatori, Ion și Maxim Brumă și Pricopie Trofim, Vasile Cvasniuc, Vasile Băleanu, Mihail Ursachi, Teodor Colesnic, Vasile Cibotaru  ș.a.. 

## Desființarea
Arestarea lui Vasile Bătrânac și a lui Vasile Cvasniuc, la 23 martie 1947, și confiscarea documentelor în care figurau numele mai multor membri ai organizației au pus capăt acestor planuri ale "Arcașilor". Pe parcusrul următorului an peste 100 de persoane au fost arestate și judecate pentru că participaseră, direct sau indirect, la acțiunile "Arcașii lui Ștefan". Totuși, acei membri care au scăpat de arestări au continuat acțiunile antisovietice și în 1948 și 1949. În 1953 sunt judecați membrii altei organizații antisovietice, unii dintre care anterior făcuseră parte din "Arcașii lui Ștefan".

## Simboluri
Organizația folosea simbolurile României regale, semnficând nedorința membrilor ei de a accepta regimul sovietic, iar la proces, fiind acuzați de "trădare de patrie", aceștia au mărturisit că nu le place sau că urăsc (Vasile Bătrânac) puterea sovietică și că "în România era mai bine de trăit". Printre obiectivele organizației figurau: instruirea membrilor noi și a populației în spirit antisovietic, stocarea de armament, planificarea unor acte de terorism contra lucrătorilor de partid și sovietici, stablirea legăturii cu organizații similare din restul Basarabiei, din Ucraina Apuseană și din România.

### Imnul
Imnul, al cărui autor se presupune că ar fi Vasile Bătrânac și care a fost găsit de istorici în arhivele ANMSNRM, imn ce se incheia cu următoarele versuri: Pătrunși de mareția vremii/Din Bucovina pân-la mare/Jurăm că vom lupta cu toții,/Arcași de-ai lui Ștefan cel mare!) si un Crez (un fel de jurământ pe care îl recita fiecare membru al "Arcașii lui Ștefan" la admiterea în organizație, în semn de credință Patriei (României) si poporului român). 

### Crezul Arcașului
Textul jurământului Crezul Arcașului:
Cred în Dumnezeu și în veșnicia neamului românesc.
Cred în comandantul ONB "Arcașii lui Ștefan".
Cred în biruința ONB "Arcașii lui Ștefan" și voi lupta până la moarte,
căci mai bine mort pe pământul ce-l apăr, decât viu în mâinile dușmanului.
Urăsc de moarte dictatura stalinistă, pericolul civilizației omenești și al neamului omenesc.
Urăsc de moarte minciuna și trădarea.
Așa să-mi ajute Dumnezeu!